# اخترشناسی نوترینو

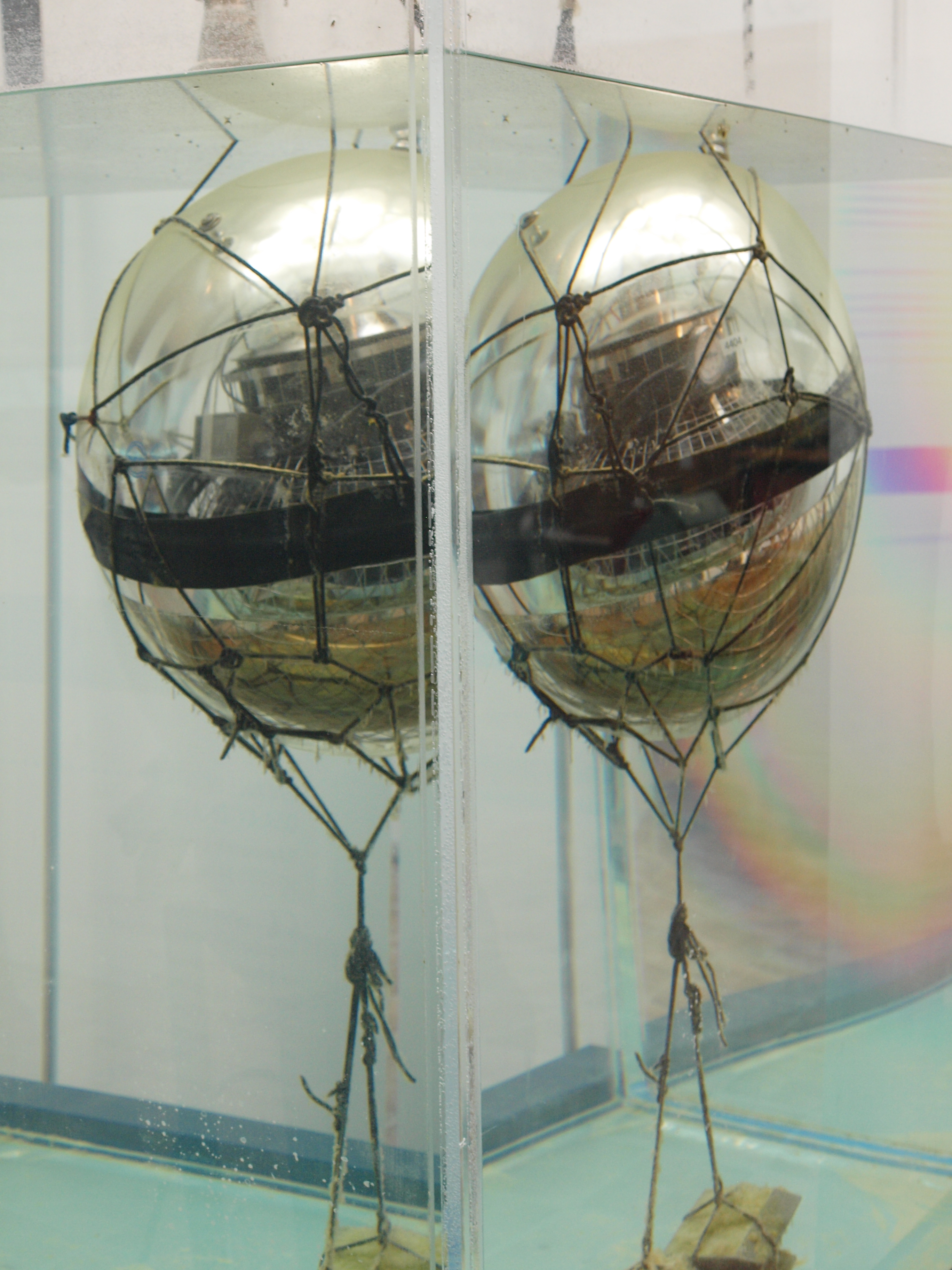
تلسکوپ نوترینو

اخترشناسی نوترینو (انگلیسی: Neutrino astronomy) شاخه‌ای از اخترشناسی است که اجرام اخترشناسی را استفاده از ردیاب‌های نوترینو در رصدخانه‌های ویژه رصد می‌کند. نوترینوها بر اثر در نتیجه انواع خاصی از واپاشی هسته‌ای پدید می‌آیند که نوعی واکنش هسته‌ای هستند که در خورشید یا پدیده‌های اخترفیزیکی با انرژی بالا در رآکتور هسته‌ای یا در زمانی که پرتوهای کیهانی با اتم‌ها در اتمسفر برخورد می‌کنند، پدید می‌آیند. نوترینوها به ندرت با ماده برهم‌کنش دارند، به این معنی که بر خلاف فوتون‌ها بعید است آنها در طول مسیر خود پراکنده شوند؛ بنابراین نوترینوها فرصتی منحصر به فرد برای مشاهده فرآیندهایی مانند واکنش در هسته خورشید هستند که برای تلسکوپ‌های نوری غیرقابل دسترس به‌شمار می‌روند. نوترینوها همچنین می‌توانند جهت اشاره بسیار قوی را در مقایسه با پرتوهای کیهانی ذرات باردار ارائه دهند.
از آنجایی که نوترینوها برهم‌کنش ضعیفی دارند، آشکارسازهای نوترینو باید دارای جرم هدف بزرگ (اغلب هزاران تن) باشند. آشکارسازها همچنین باید از محافظ و نرم‌افزار مؤثر برای حذف سیگنال پس زمینه استفاده کنند.